# Zenderman
Zenderman (ゼンダマン?, Zendaman) è un anime giapponese prodotto nel 1979 dalla Tatsunoko, appartenente alle serie Time Bokan, di cui è la terza prodotta. La serie è inedita in Italia.

## Trama
Il Dr. Monja è uno scienziato impegnato a scoprire i segreti del leggendario Elisir della Vita che dovrebbe dare l'immortalità e l'eterna giovinezza a chi lo beve. Egli costruisce un apparecchio chiamato "Tunnel del Tempo" assegnando ai suoi giovani aiutanti il compito di viaggiare nel tempo e nello spazio per trovare le risposte che cerca usando lo Zenda-Lion, un robot-locomotiva che viaggia nel tempo su dei binari. Un trio di malviventi ha però lo stesso obiettivo e quindi si scontreranno con i giovani protagonisti, che per l'occasione si trasformano nei due eroi Zenda Uno e Zenda Due, per trovare per primi l'Elisir.
La serie è molto simile a Yattaman sia nel design dei personaggi che delle armi e dei mezzi usati durante i combattimenti, facendo parte dell'universo delle Time Bokan.

## I personaggi
Di seguito sono elencati i vari personaggi di questa serie, con i nomi originali giapponesi tra parentesi.

### Protagonisti
Tetsu  (ガンちゃん?)
doppiatore: Yuji Mistuya
Ha 13 anni, ed è l'assistente di laboratorio del Dr.Monja. È un ragazzino dotato di un eccezionale talento per la meccanica e per gli sport.
Sakura  (アイちゃん?)
doppiatrice: Kumiko Takizawa
Compagna di Tetsu, anche lei tredicenne, combatte insieme a lui.
Amattan  (アマッタン?)
doppiatrice: Yōko Asagami, Ai Sakuma
Dr. Monja  (紋者博士?)
doppiatore: Kouhei Miyauchi

### Antagonisti
Muujo  (ムージョ?)
doppiatrice: Noriko Ohara
Tobocke  (トボッケー?)
doppiatore: Jouji Yanami
Donjuro  (ドンジューロー?)
doppiatore: Kazuya Tatekabe
Nyaravota  (ニャラボルタ?)
doppiatore: Masaru Ikeda
Referee Machine  (サイバンマシーン?)
doppiatore: Yoshito Miyamura

## Episodi
| Nº | Giapponese 「Kanji」 - Rōmaji                                               | In onda         | In onda |
| Nº | Giapponese 「Kanji」 - Rōmaji                                               | Giapponese      |         |
| 1  | 「無敵はステキ！ゼンダマン」 - Muteki ha suteki! Zendaman                   | 3 febbraio 1979 |         |
| 2  | 「竜宮城だよ！ゼンダマン」 - Ryūgū shiro dayo! Zendaman                     | -               |         |
| 3  | 「エデンの園だよ！ゼンダマン」 - Eden no sono dayo! Zendaman                | -               |         |
| 4  | 「ヤマタイ国だよ！ゼンダマン」 - Yamatai kuni dayo! Zendaman                | -               |         |
| 5  | 「月吉丸の大出世！ゼンダマン」 - Gatsu kichi maru no dai shusse! Zendaman   | -               |         |
| 6  | 「大進撃だ八字軍！ゼンダマン」 - Dai shingeki da hachi ji gun! Zendaman     | -               |         |
| 7  | 「走れ白馬！ゼンダマン」 - Hashire hakuba! Zendaman                         | -               |         |
| 8  | 「ドン・万次郎だよ！ゼンダマン」 - Don. man jirō dayo! Zendaman             | -               |         |
| 9  | 「ボケの仙人だよ！ゼンダマン」 - Boke no sennin dayo! Zendaman              | -               |         |
| 10 | 「超徳太子だよ！ゼンダマン」 - Chō toku taishi dayo! Zendaman               | -               |         |
| 11 | 「父をたずねて三千里！ゼンダマン」 - Chichi wotazunete sanzenri! Zendaman   | -               |         |
| 12 | 「長ぐつをはいた猫！ゼンダマン」 - Chō gutsuwohaita neko! Zendaman          | -               |         |
| 13 | 「バイキングだよ！ゼンダマン」 - Baikingu dayo! Zendaman                    | -               |         |
| 14 | 「謎のアステカ！ゼンダマン」 - Nazo no asuteka! Zendaman                    | -               |         |
| 15 | 「ジンギスカンだよ！ゼンダマン」 - Jingisukan dayo! Zendaman                | -               |         |
| 16 | 「こぶとりじいさんだよ！ゼンダマン」 - Kobutorijiisandayo! Zendaman         | -               |         |
| 17 | 「未来の宇宙へ！ゼンダマン」 - Mirai no uchū he! Zendaman                   | -               |         |
| 18 | 「氷河のマンモス！ゼンダマン」 - Hyōga no manmosu! Zendaman                 | -               |         |
| 19 | 「アパッチの宝だよ！ゼンダマン」 - Apacchi no takara dayo! Zendaman         | -               |         |
| 20 | 「バラサイユだよ！ゼンダマン」 - Barasaiyu dayo! Zendaman                   | -               |         |
| 21 | 「ジャムの長政！ゼンダマン」 - Jamu no nagamasa! Zendaman                   | -               |         |
| 22 | 「ポンペイの最期だよ！ゼンダマン」 - Ponpei no saigo dayo! Zendaman         | -               |         |
| 23 | 「かぐや姫だよ！ゼンダマン」 - Kaguya hime dayo! Zendaman                   | -               |         |
| 24 | 「ゴーレム魔人だよ！ゼンダマン」 - Goremu majin dayo! Zendaman              | -               |         |
| 25 | 「アマゾン殺人事件だよ！ゼンダマン」 - Amazon satsujinjiken dayo! Zendaman  | -               |         |
| 26 | 「水戸肛門だよ！ゼンダマン」 - Mito kōmon dayo! Zendaman                    | -               |         |
| 27 | 「不思議な国のアリス！ゼンダマン」 - Fushigi na kuni no arisu! Zendaman     | -               |         |
| 28 | 「牛頭魔人だよ！ゼンダマン」 - Gozu majin dayo! Zendaman                    | -               |         |
| 29 | 「坂本リョーマだよ！ゼンダマン」 - Sakamoto ryoma dayo! Zendaman            | -               |         |
| 30 | 「怪傑ソロだよ！ゼンダマン」 - Kaiketsu soro dayo! Zendaman                 | -               |         |
| 31 | 「クックンの大航海！ゼンダマン」 - Kukkun no daikōkai! Zendaman             | -               |         |
| 32 | 「弁慶サンだよ！ゼンダマン」 - Benkei san dayo! Zendaman                    | -               |         |
| 33 | 「有能忠敬だよ！ゼンダマン」 - Yūnō tadashi takashi dayo! Zendaman          | -               |         |
| 34 | 「ヨーローの滝だよ！ゼンダマン」 - Yoro no taki dayo! Zendaman              | -               |         |
| 35 | 「トラ退治だよ！ゼンダマン」 - Tora taiji dayo! Zendaman                    | -               |         |
| 36 | 「チャ～ンカムバック！ゼンダマン」 - Cha ~ nkamubakku! Zendaman             | -               |         |
| 37 | 「金のガチョウだよ！ゼンダマン」 - Kin no gachō dayo! Zendaman              | -               |         |
| 38 | 「鼻のベルジュラックだよ！ゼンダマン」 - Hana no berujurakku dayo! Zendaman | -               |         |
| 39 | 「桃太郎さんだよ！ゼンダマン」 - Momotarō sandayo! Zendaman                 | -               |         |
| 40 | 「とべよペガサス！ゼンダマン」 - Tobeyo pegasasu! Zendaman                  | -               |         |
| 41 | 「花咲かじいさんだよ！ゼンダマン」 - Hanasaki kajiisandayo! Zendaman        | -               |         |
| 42 | 「天才ダ・ビンチ！ゼンダマン」 - Tensai da. binchi! Zendaman                | -               |         |
| 43 | 「古代オリンピックだよ！ゼンダマン」 - Kodai orinpikku dayo! Zendaman       | -               |         |
| 44 | 「コサック勇士だよ！ゼンダマン」 - Kosakku yūshi dayo! Zendaman             | -               |         |
| 45 | 「オオカミ男だよ！ゼンダマン」 - Ookami otoko dayo! Zendaman                | -               |         |
| 46 | 「巨人の国だよ！ゼンダマン」 - Kyojin no kuni dayo! Zendaman                | -               |         |
| 47 | 「タイムモンスターだよ！ゼンダマン」 - Taimumonsuta dayo! Zendaman          | -               |         |
| 48 | 「パーパーマンだよ！ゼンダマン」 - Papaman dayo! Zendaman                   | -               |         |
| 49 | 「武蔵ホームラン！ゼンダマン」 - Musashi homuran! Zendaman                  | -               |         |
| 50 | 「天女の衣だよ！ゼンダマン」 - Tennyo no koromo dayo! Zendaman              | -               |         |
| 51 | 「命のもと発見！ゼンダマン」 - Inochi nomoto hakken! Zendaman               | -               |         |
| 52 | 「ああ命のもと！ゼンダマン」 - Aa inochi nomoto! Zendaman                   | 26 gennaio 1980 |         |